# USS Levant (1837)
Pour les articles homonymes, voir Levant.

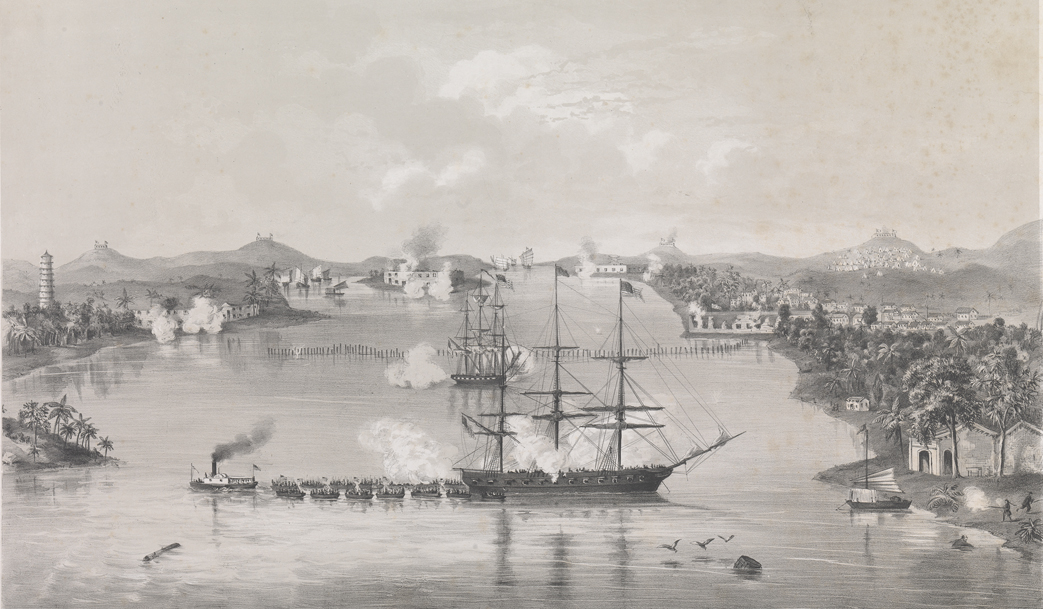
USS Levant

L’USS Levant, premier du nom, est un sloop de deuxième classe de la United States Navy. Lancé le 28 décembre 1837 au New York Navy Yard, il est commissionné le 17 mars 1838, sous les ordres du Commander Hiram Paulding.
Il participe à la guerre américano-mexicaine (1846-1848), à la seconde guerre de l'opium (1856-1860) et à la guerre de Sécession (1861-1865). Il disparaît corps et biens à la fin de l'été 1860 dans l'océan Pacifique.